# 함양스포츠파크
함양스포츠파크(咸陽스포츠파크, Hamyang Sports Park)은 대한민국 경상남도 함양군에 있는 스포츠 시설 단지이다. 함양공설운동장, 함양스포츠파크 보조경기장, 함양국민체육센터 등이 갖춰져 있다.

## 참고 문헌
- “함양군 체육시설 안내”. 함양군청.
- 〈함양공설운동장〉. 《디지털함양문화대전》. 한국학중앙연구원.
- 《2023 전국 공공체육시설 현황 (2022년 12월말 기준)》. 대한민국 문화체육관광부. 2024.

## 같이 보기
- 함양공설운동장